# Гонсало Кастельяні
Гонсало Кастельяні (ісп. Gonzalo Castellani, нар. 10 серпня 1987, Буенос-Айрес) — аргентинський футболіст, півзахисник.

## Ігрова кар'єра
У дорослому футболі дебютував 2008 року виступами за команду «Феррокаріль Оесте», в якій провів два сезони, взявши участь у 61 матчі чемпіонату. 
2010 року перебрався до Іспанії, ставши гравцем «Вільярреала». Протягом сезону грав виключно за «Вільярреал Б», після чого почав залучатися до ігор головної команди клубу, проте пробитися до її основного складу не зумів.
2012 року повернувся на батьківщину, ставши гравцем команди «Годой-Крус». Протягом решти 2010-х втсиг пограти за низку аргентинських клубів, а також в Колумбії за «Атлетіко Насьйональ».
У січні 2020 року уклав контракт із чилійським «Уніон Ла-Калера».

## Титули і досягнення
- Чемпіон Аргентини (1):

«Ланус»: 2016
- Володар Кубка Колумбії (1):

«Атлетіко Насьйональ»: 2018
- Чемпіон Чилі (1):

«Коло-Коло»: 2024
- Володар Суперкубка Чилі (1):

«Коло-Коло»: 2024